# Geert Hoes
Pour les articles homonymes, voir Hoes.
Geert Hoes, né le 17 mars 1983 à Bois-le-Duc, est un acteur, chanteur et auteur-compositeur-interprète néerlandais.

## Carrière
Il est le fils de l'acteur Guus Hoes et le neveu des acteurs Hans Hoes et Paul Hoes.

## Filmographie

### Téléfilms
- 2003-2004 : Goede Tijden, Slechte Tijden : Morris Fischer
- 2004 : Kees & Co (nl) : Rôle inconnu
- 2004 : Costa! (nl)	Wolf
- 2006-2007 : Lotte : Mark Cremers
- 2013 : The Passion (nl) : Discipel

### Cinéma
- 2005 : Incoma : Michiel
- 2008 : Weekend : Robbert-Jan

## Discographie

### Album studio
- 2015 : Sneeuwwitje (sorti le 21 novembre 2015)